# Lil Mosey
Lathan Moses Stanley Echols (nascido em 25 de janeiro de 2002), conhecido profissionalmente como Lil Mosey, é um rapper, cantor e compositor americano. Seu álbum de maior sucesso comercial, Certified Hitmaker, alcançou o número 12 na Billboard 200
e incluiu hits como "Stuck in a Dream" e "Blueberry Faygo", com o último alcançando o top 10 da parada de singles do Reino Unido no número 9, assim como as dez melhores da Billboard Hot 100 dos EUA no número 9. Lil Mosey também é conhecida pela música "Noticed", que é a música mais transmitida no Spotify, e foi anteriormente o seu single de maior sucesso antes de "Stuck in a Dream" com Gunna e" Blueberry Faygo ", com o primeiro a chegar ao número 62 no Hot 100. Ele lançou seu álbum de estréia com suas gravadoras, Mogul Vision Music e Interscope Records, intitulado Northsbest em outubro de 2018.

## Vida pregressa
Lathan Echols nasceu em 25 de janeiro de 2002 em Mountlake Terrace, Washington, e foi criado por sua mãe no norte de Seattle. Ele começou a fazer rap no início da adolescência e iniciou sua carreira musical na oitava série. Echols primeiro frequentou a Mountlake Terrace High School, depois foi transferido para a Shorecrest High School na décima série. Mais tarde, ele largou a escola para seguir sua carreira, indo para Los Angeles para gravar.

## Carreira
Em 2016, Lil Mosey enviou sua primeira música, intitulada "So Bad", para o serviço de streaming de música SoundCloud, recebendo rapidamente 50.000 visualizações. Em 13 de novembro de 2016, Mosey competiu e ficou em quarto lugar no Coast 2 Coast Live Seattle All Ages Edition.
"Pull Up" foi seu primeiro single comercial. Seu videoclipe alcançou mais de 25 milhões de visualizações no YouTube nos primeiros 16 meses após seu lançamento. Mosey também lançou uma reimaginação da musica "Noticed" como seu terceiro single 
comercial ao lado de um videoclipe dirigido por Cole Bennett, também com a ajuda de Jesus Sevilla, seu primo. O videoclipe foi visto 10 milhões de vezes apenas nas primeiras duas semanas de seu lançamento.
Em 8 de novembro de 2019, ele lançou seu segundo álbum de estúdio, Certified Hitmaker. O álbum foi reeditado em 7 de fevereiro de 2020, com o lançamento do single "Blueberry Faygo". Mais tarde, a música se tornou a com o pico mais alto da Billboard Hot 100, chegando ao número 9, e alcançou um bom resultado internacional. Em 26 de junho de 2020, Lil Mosey lançou o single "Back at It", com Lil Baby. Ele aparecerá na próxima edição de luxo do Certified Hitmaker.

## Estilo musical
Lil Mosey é conhecido por seu fluxo melódico e letras feitas sob medida para sua vida. Quando questionado se o termo "mumble rap" se aplica a ele em uma entrevista ao Complex, Lil Mosey disse: "Eu não me consideraria um murmurante rapper, porque não sei o que é. Mas quando falo, Eu murmuro." Embora Lil Mosey não considere seu som semelhante ao de Meek Mill, ele considera o rapper uma influência como em uma entrevista para a XXL Magazine, ele descreve como sempre ouvia a música "Dreams and Nightmares" de Meek Mill quando ele era mais jovem. Quando questionado na mesma entrevista sobre quais comparações ele fez, Mosey respondeu "Mosey respondeu "Em termos musicais, eles estão me comparando a Drake".

## Performances ao vivo
Lil Mosey fez turnê com os rappers Smooky MarGielaa, Lil Tjay, Polo G e Smokepurpp. Em 2018, Lil Mosey estava em turnê com Juice Wrld e YBN Cordae, servindo como o ato de abertura para WRLD Domination Tour do Juice Wrld. Ele também recebeu um co-signatário de Lil Xan, e ele diz que sua primeira performance ao vivo real como um artista estabelecido aconteceu quando Lil Xan o trouxe ao palco durante seu show em Seattle. O rapper também se apresentou na Rolling Loudem 2018. Lil Mosey também fez turnê com Sauve e Bandkidjay. Ele deu apresentações gratuitas, como uma em Seattle para um passeio de brinquedo de bebê. Ele viajou pela Europa, Canadá e Estados Unidos no Certified Hitmaker Tour.